# هجوم الحويجة (2017)
كان هجوم الحويجة هجوما شنه الجيش العراقي في سبتمبر 2017، من أجل استعادة قضاء الحويجة والمناطق المحيطة به من الدولة الإسلامية في العراق والشام (داعش).
ويتزامن الهجوم مع حملة الرقة التي تشنها قوات سوريا الديمقراطية ضد عاصمة داعش بحكم الأمر الواقع ومعقله في سوريا، فضلا عن حملة سوريا الوسطى، التي يشنها الجيش السوري للسيطرة على الأراضي التي يسيطر عليها داعش في اتجاه دير الزور.

## معلومات أساسية
كانت الحويجة التي تقع على بعد 50 كيلومتر (31 ميل) غرب مدينة كركوك، معقلا للمسلحين العرب السنة منذ الغزو الذي قادته الولايات المتحدة للعراق في 2003. وفي عام 2013، أمر رئيس الوزراء العراقي نوري المالكي قواته بفتح النار على المتظاهرين السلميين في الحويجة. وفي المقابل، أصبح السنة مقتنعين باستخدام العنف لمواجهة السياسات الطائفية للمالكي بينما يقدمون أيضا دعما كبيرا للدولة الإسلامية في العراق والشام. واستولت الجماعة على المدينة في يونيو عام 2014 عندما سيطرت على معظم مناطق شمال وغرب العراق. وأصبحت معزولة عن بقية أراضي الجماعة في يوليو 2016 خلال هجوم الموصل وكانت آخر معقل لها في العراق. وكان الهجوم قد تأجل مرارا بسبب قضايا طائفية مختلفة، وكذلك خلافات بشأن مشاركة البيشمركة وميليشيا الحشد الشعبي.

## خط زمني للهجوم

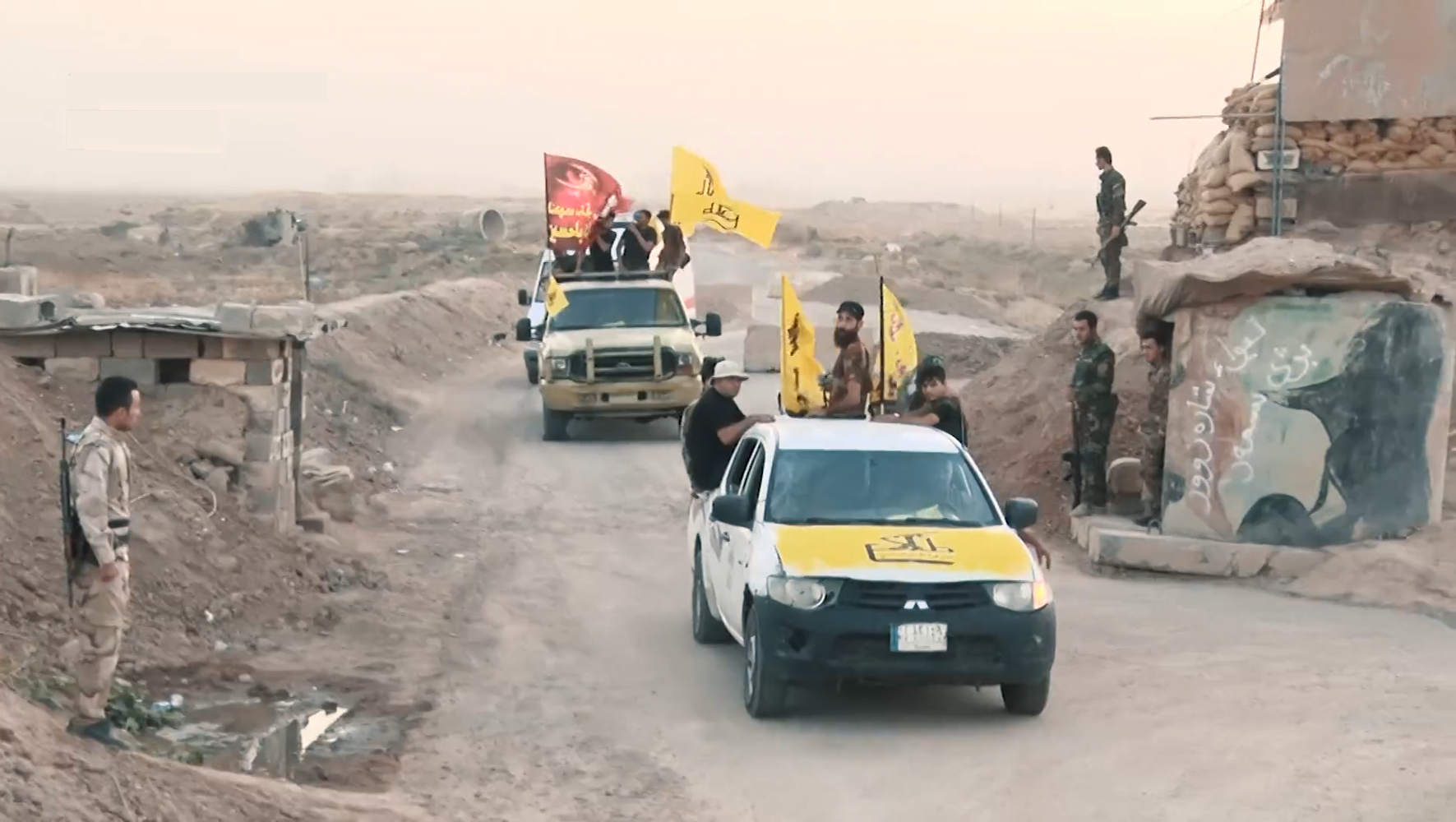
ترفض قوات الحشد الشعبي الشيعية في معظمها، التي تلعب دورا قياديا في الهجوم ، مزاعم بأنهم يضايقون السنة المحليين باعتبارهم من مؤيدي تنظيم الدولة الإسلامية.

بدأ الهجوم في 20 سبتمبر، من شمال غرب الحويجة، عندما استعادت القوات العراقية السيطرة على أربع قرى شمال شرقي الشرقاط (وهي نفسها التي تم الاستيلاء عليها قبل عام خلال هجوم الموصل 2016). وفي اليوم التالي، تمكنت القوات العراقية من تحرير 11 قرية على الأقل في جيب الحويجة، مما أسفر عن مقتل وإصابة عدد من الإرهابيين في هذه العملية. والهدف من القوات العراقية هو اختراق مدينة الحويجة بأجنحة جانبية عدة، لأنها تريد تأمين هذه المناطق الهامة في محافظة كركوك. وفي 22 سبتمبر، حررت القوات العراقية ما يقرب من 140 كيلومترا مربعا من الأراضي الواقعة إلى الشمال من قضاء الحويجة من محافظة كركوك. تمكنت القوات العراقية، بقيادة قوات الحشد الشعبي، من تحرير 15 قرية على الأقل في قضاء الشرقاط، الواقعة في شمال غرب البلاد مباشرة. وفي 24 سبتمبر، أعلنت القوات العراقية أنها انتهت من المرحلة الأولى من الهجوم، بعد أن حررت جميع المناطق الواقعة شمال نهر الزاب، إلى جانب بعض المناطق الأخرى الواقعة إلى الغرب من نهر دجلة وفي جبال مكحول الشمالية. وذكروا أيضا أنهم قتلوا 200 من مقاتلي تنظيم الدولة الإسلامية في العراق والشام خلال العملية. وفي 29 سبتمبر، شنت القوات العراقية المرحلة الثانية من الهجوم، واستولت على أربع قرى ودخلت بلدة العباسي. وأفادت القوات العراقية بأنها قتلت 200 آخرين من مقاتلي تنظيم الدولة الإسلامية في العراق في اليوم الأول من المرحلة الثانية من الهجوم.
وفي 4 أكتوبر، دخلت القوات العراقية مدينة الحويجة؛ وأظهرت الحامية المحلية لتنظيم الدولة الإسلامية في العراق والشام مقاومة قليلة نسبيا، وسرعان ما استولت القوات الحكومية على عدة أحياء. وفي اليوم التالي، سيطرت القوات العراقية على وسط المدينة وحررت المدينة بأكملها. في السادس من أكتوبر، أعلن الجناح الإعلامي لوحدات الحشد الشعبي أن الجيش العراقي ووحدات الحشد الشعبي استولت على آخر 20 قرية في منطقة الحويجة بينما ربط مع بيشمركة. وبحلول السابع من أكتوبر، لم يبقى تحت سيطرة تنظيم الدولة الإسلامية في العراق والشام سوى بضع نقاط إلى الشمال من حلوة. وفي الثامن من أكتوبر، قام الجيش العراقي بإزالة ما تبقى من نقاط تنظيم الدولة الإسلامية في العراق والشام، وبالانتصار في الحويجة، نشرت خلية الإعلام التابعة لوزارة الدفاع العراقية خريطة معدلة للبلاد، تبين المناطق المتبقية من العراق تحت سيطرة تنظيم الدولة الإسلامية في العراق والشام، والتي تقتصر الآن على غرب محافظة الأنبار وجنوب غرب محافظة نينوى.
وقد شهد هذا الهجوم المرة الأولى التي استسلمت فيها أعداد كبيرة من مقاتلي داعش بشكل جماعي، بدلا من القتال حتى الموت. ولوحظ أيضا أن مقاتلي تنظيم الدولة الإسلامية في العراق والشام، في «جيب الحويجة»، لم يخوضو أي مقاومة على الإطلاق، بخلاف زرع القنابل والأفخاخ المتفجرة.